# مقيم مؤقت (كندا)
في كندا، المقيم المؤقت هو أي شخص غير كندي لكنه يقيم بشكل قانوني لفترة محددة في كندا. زذلك يشمل الطلاب الأجانب، العمال الأجانب والسياح. يحتاج بعض الأجانب إلى تأشيرة إقامة مؤقتة لزيارة كندا. وبعد الركود الاقتصادي الذي ضرب العالم عام 2008، أصبح للعامل الأجنبي المؤقت جدوى اقتصادية. في عام 2009، وضعت وكالة الخدمات الكندية شروطا صارمة لجلب العمالة المؤقتة. واشتهرت العمالة المؤقتة عام 2012 بعدما أظهر تقرير أن بنك كندا الملكي استبدل كل عامليه المواطنين بعمالة اجنبية مستغلا القانون الجديد.

## العمالة المؤقتة
بخلاف طلبات الإقامة الدائمة، لا يحدد برنامج العمالة الاجنبية المؤقتة رقما أعلى لعدد قبول الطلبات. والعدد يعتمد على متطلبات أرباب العمل وحاجاتهم. بين سنتي 2002 و2010، ازداد عدد العمالة الأجنبية المؤقتة ثلاث أضعاف، من 101,000 إلى 300,000. لأول مرة، في عام 2007، أصبح عدد العمالة المؤقتة أكثر من عدد المهاجرين الدائمون. والأكثرية كانت من فئة العمالة الغير ماهرة مثل المزارعين ومقدمي الرعاية والخدمات والأعمال المكتبية. كما حصل 73% زيادة في عدد الدخول وإعادة الدخول بين 2002 و2008.
بين عامي 1999 و2008، أتي العمال الموقتة من البلدان التالية:
| Country          | 1999   | 2008   |
| ---------------- | ------ | ------ |
| الولايات المتحدة | 41,911 | 31,399 |
| مكسيكو           | 8,118  | 20,900 |
| الفلبين          | 2,225  | 19,253 |
| أستراليا         | 4,043  | 12,408 |
| فرنسا            | 5,391  | 12,394 |
| بريطانيا         | 7,451  | 10,757 |
| اليابان          | 6,175  | 7,599  |
| الهند            | 1,688  | 7,475  |
| جامايكا          | 5,608  | 7,320  |
| ألمانيا          | 2,747  | 6,439  |

## إقراء أيضا
- الهجرة إلى كندا
- قانون الجنسية الكندي
- المواطنية والهجرة الكندية
- بطاقة الإقامة الكندية الدائمة
- الإقامة الموقتة الكندية